# Bertoldo I di Neuchâtel
Bertoldo I di Neuchâtel, conte di Neuchâtel (Neuchâtel, ... – Neuchâtel, 1259), è stato un nobile svizzero.
Fu coreggente con lo zio Ulrico III fino al 9 aprile 1218 quando decise di dividere le terre paterne con suo zio che divenne conte di Neuchâtel. Dalla morte di suo zio Ulrico III nel 1225, Bertoldo ottenne nuovamente la contea di Neuchâtel.

## Biografia

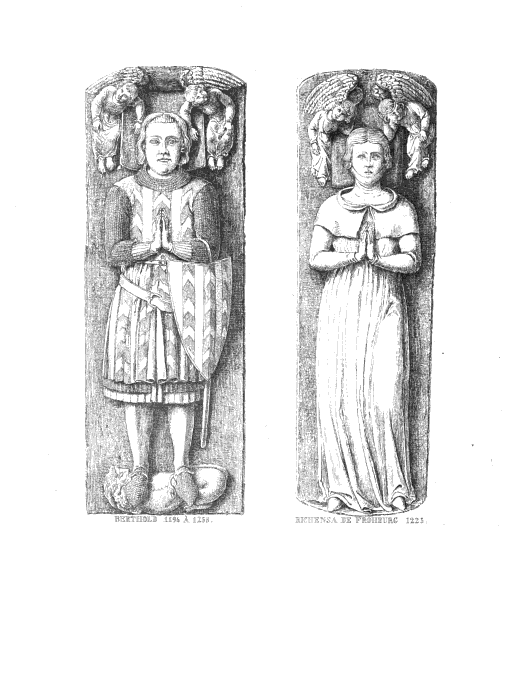
Rilievi grafici della tomba di Bertoldo I di Neuchâtel e di Richensa di Frobourg

Bertoldo I era figlio di Rodolfo II di Neuchâtel e di sua moglie Contessa. Trovandosi molto giovane alla morte del padre, egli venne lasciato sotto la tutela di suo zio Ulrico III di Neuchâtel, conte di Fenis, Aarberg e Nidau, che divenne contemporaneamente anche il suo mentore. È sotto il suo tutorato, infatti, che nel 1214, viene approvato un accordo tra Ulrico III, Bertoldo I ed il vescovo di Losanna secondo il quale la contea avrebbe mantenuto la propria indipendenza da domini religiosi circostanti.
Alla morte di suo zio Ulrico III, Bertoldo I si trovò ad essere unico signore di Neuchâtel e dovette cedere parte dei propri territori alla linea di suo zio, comprendenti Fenis e la signoria di Valangin. Con questo atto di donazione avvenne la suddivisione tra i "theutonica dominia" della linea di Ulrico e quelle della "gallica dominia" di Bertoldo. Dal 1253 Bertoldo I avviò la fondazione della città di Neureux o Nugerol, oggi scomparsa, che era posta tra Le Landeron e La Neuveville.
Durante il regno di Bertoldo I abbiamo la descrizione per la prima volta di una società costituita su tre stati, religiosi, borghesi e nobili; è sempre Bertoldo I a dare concessione per l'istituzione di un "maestro dei borghesi" che abbia le facoltà di magistrato e di un consiglio comunale con il potere di polizia e giustizia di prima istanza.

## Matrimonio e figli
Bertoldo I sposò Richensa, figlia di Ermanno II di Frobourg. Si risposò poi con Nicole · . Dal primo matrimonio ebbe:
- Rodolfo III di Neuchâtel[4],
- Ermanno[4], (? - 1247),
- Guglielmo[4], (? - 20 ottobre 1224),
- Enrico[5], (? - 29 agosto 1231), barone di Thielle.